# ستيفان بافلوف
ستيفان بافلوف (بالبلغارية: Стефан Павлов)‏ (26 مايو 1945 في بلغاريا - ) هو لاعب كرة قدم بلغاري في مركز الوسط. لعب مع سلافيا صوفيا وليفسكي صوفيا وأكاداميك صوفيا ونادي تشيبينتس فيلينغراد ‏.

## وصلات خارجية
- ستيفان بافلوف على موقع قاعدة بيانات كرة القدم.إي يو (الإنجليزية)